# Limina
Limina est une commune de la province de Messine en Sicile (Italie).

## Administration
| Période                                  | Période | Identité | Étiquette | Qualité |
| ---------------------------------------- | ------- | -------- | --------- | ------- |
|                                          |         |          |           |         |
| Les données manquantes sont à compléter. |         |          |           |         |

### Communes limitrophes
Antillo, Casalvecchio Siculo, Forza d'Agrò, Mongiuffi Melia, Roccafiorita